# Natalja Vichljantseva
Natalja Konstantinovna Vichljantseva (Russisch: Наталья Константиновна Вихлянцева) (Wolgograd, 16 februari 1997) is een tennisspeelster uit Rusland. Zij begon op zevenjarige leeftijd met het spelen van tennis. Haar favoriete ondergrond is hardcourt of gras. Zij speelt rechtshandig en heeft een tweehandige backhand.

## Loopbaan
In 2017 speelde Vichljantseva op het Australian Open haar eerste grandslamtoernooi door zich te plaatsen via het kwalificatietoernooi – zij bereikte er de tweede ronde, door de Amerikaanse Vania King te verslaan. Twee weken later vertegenwoordigde zij Rusland bij de Fed Cup in Wereldgroep II, en droeg met haar gewonnen enkelspelpartij bij aan de overwinning op de Taiwanese dames. Later dat jaar bereikte zij voor het eerst een WTA-finale, op het toernooi van Rosmalen – zij verloor deze van de Estische Anett Kontaveit.
In 2019 won Vichljantseva haar eerste WTA-titel, op het dubbelspeltoernooi van Båstad, samen met de Japanse Misaki Doi.
In de periode 2017–2019 maakte Vichljantseva deel uit van het Russische Fed Cup-team – zij behaalde daar een winst/verlies-balans van 6–1.

## Posities op deWTA-ranglijst
Positie per einde seizoen:
| jaar | rang enkelspel | rang dubbelspel |
| ---- | -------------- | --------------- |
| 2013 | 1109           | 885             |
| 2014 | 998            | –               |
| 2015 | 230            | 481             |
| 2016 | 161            | 384             |
| 2017 | 54             | 751             |
| 2018 | 134            | 351             |

## Resultaten grote toernooien
| Legenda | Legenda                          |
| ------- | -------------------------------- |
| g.t.    | geen toernooi gehouden           |
| l.c.    | lagere categorie                 |
| –       | niet deelgenomen                 |
| G       | uitgeschakeld in de groepsfase   |
| 1R      | uitgeschakeld in de eerste ronde |
| 2R      | uitgeschakeld in de tweede ronde |
| 3R      | uitgeschakeld in de derde ronde  |
| 4R      | uitgeschakeld in de vierde ronde |
| KF      | uitgeschakeld in de kwartfinale  |
| HF      | uitgeschakeld in de halve finale |
| F       | de finale verloren               |
| W       | het toernooi gewonnen            |
| w-v     | winst/verlies-balans             |

### Enkelspel
| toernooi            | 2015 | 2016 | 2017 | 2018 | 2019 |
| ------------------- | ---- | ---- | ---- | ---- | ---- |
| grandslamtoernooien |      |      |      |      |      |
| Australian Open     | –    | –    | 2R   | 1R   | 2R   |
| Roland Garros       | –    | –    | 1R   | 1R   | –    |
| Wimbledon           | –    | –    | 1R   | 1R   | –    |
| US Open             | –    | –    | 1R   | 1R   |      |
| Premier Mandatory   |      |      |      |      |      |
| Indian Wells        | –    | –    | –    | 2R   | 3R   |
| Miami               | 1R   | –    | 1R   | 2R   | 1R   |
| Madrid              | –    | –    | –    | 1R   |      |
| Peking              | –    | –    | 1R   | –    |      |
| Premier Five        |      |      |      |      |      |
| Dubai/Doha          | –    | –    | –    | –    |      |
| Rome                | –    | –    | –    | 1R   |      |
| Montreal/Toronto    | –    | –    | –    | –    |      |
| Cincinnati          | –    | –    | 2R   | –    |      |
| Wuhan               | –    | –    | –    | –    |      |
| olympisch           |      |      |      |      |      |
| Olympische Spelen   | g.t. | –    | g.t. | g.t. | g.t. |
| statistieken        |      |      |      |      |      |
| titels per jaar     | 0    | 0    | 0    | 0    | 0    |
| eindejaarsranking   | 230  | 161  | 54   | 134  |      |

### Vrouwendubbelspel
| toernooi        | 2017 | 2018 |
| --------------- | ---- | ---- |
| Australian Open | –    | 1R   |
| Roland Garros   | 1R   | –    |
| Wimbledon       | 1R   | –    |
| US Open         | 1R   | –    |

## Palmares
| Legenda                 |
| ----------------------- |
| Grandslamtoernooi       |
| Olympische Spelen       |
| Year-End Championships  |
| Premier Mandatory       |
| Premier Five / WTA 1000 |
| Premier / WTA 500       |
| International / WTA 250 |
| Challenger / WTA 125    |

### WTA-finaleplaatsen enkelspel
| nr.              | finale     | toernooi     | ondergrond | tegenstandster  | score    |         |
| ---------------- | ---------- | ------------ | ---------- | --------------- | -------- | ------- |
| gewonnen finales |            |              |            |                 |          |         |
| geen             |            |              |            |                 |          |         |
| verloren finales |            |              |            |                 |          |         |
| 1.               | 2017-06-18 | WTA Rosmalen | gras       | Anett Kontaveit | 2-6, 3-6 | details |

### WTA-finaleplaatsen vrouwendubbelspel
| nr.              | finale     | toernooi   | ondergrond | partner    | tegenstandsters              | score            |         |
| ---------------- | ---------- | ---------- | ---------- | ---------- | ---------------------------- | ---------------- | ------- |
| gewonnen finales |            |            |            |            |                              |                  |         |
| 1.               | 2019-07-13 | WTA Båstad | gravel     | Misaki Doi | Alexa Guarachi Danka Kovinić | 7-5, 6-7, [10-7] | details |
| verloren finales |            |            |            |            |                              |                  |         |
| geen             |            |            |            |            |                              |                  |         |